# Бове Марино (Рагуза)
Бове Марино је насеље у Италији у округу Рагуза, региону Сицилија.
Према процени из 2011. у насељу је живело 4 становника. Насеље се налази на надморској висини од 30 м.